# 纪瞻
紀瞻（253年—324年），字思遠，丹陽秣陵（今江蘇南京）人。晉朝時官員，出身江南，父親紀陟是東吳的光祿大夫。紀瞻曾協助晉元帝於江東建立東晉，亦受晉元帝和晉明帝倚重。紀瞻與廣陵閔鴻、吳郡顧榮、會稽賀循和丹揚薛兼齊名，號為「五俊」。

## 生平

### 初仕晉室
紀瞻年輕時就以品行端方正直而知名，太康元年（280年）晉滅吳後全家遷居歷陽，後曾獲察孝廉，但不應命。後又獲舉秀才。永康元年（300年），州受詔舉薦素寒之士，紀瞻就獲推舉。永寧元年（301年）大司馬司馬冏辟紀瞻為東閤祭酒，同年又遷鄢陵公國相，但紀瞻卻不到任。次年，紀瞻就貶任松滋侯國相。太安二年（303年）紀瞻棄官歸家。

### 安守南方
至永興二年（305年），陳敏在歷陽叛亂，並以禮品和官職籠絡江東豪族和名士。但當時被陳敏任命的顧榮、周玘等人都不願為陳敏做事，於是暗中聯結征東大將軍劉準討伐陳敏。紀瞻後又與顧榮、周玘和背叛陳敏的甘卓一同進攻陳敏，終成功平定陳敏的叛亂。
戰後，紀瞻被朝廷徵召為尚書郎，並與同被徵召的顧榮等人一同出發。然而，眾人走到徐州時就聽聞北方愈來愈混亂，於是有意不再前進。而當時徐州刺史裴盾接獲太傅司馬越的命令，稱若顧榮等人觀望就要以軍禮護送，紀瞻等聞訊就立刻棄掉車牛，乘輕舟返回江東。

### 助建東晉
永嘉元年（307年），琅邪王司馬睿以安東將軍移鎮建業，引紀瞻為軍諮祭酒。永嘉五年（311年）司馬睿進鎮東大將軍，紀瞻又轉鎮東長史。當時晉司馬睿曾親臨紀瞻宅，又與他同車歸去，很見親待倚重。同年司馬睿先後消滅揚州都督周馥及江州刺史華軼，紀瞻獲追論兩次戰役之功而封都鄉侯。
永嘉六年（312年），石勒意圖進攻建業，司馬睿於壽春集結江東兵眾，加紀瞻揚威將軍、都督京口以南至蕪湖諸軍事，以抵禦石勒南侵。石勒於當年退兵後，出任會稽內史，任內有人假作大將軍符節收捕諸暨縣令，紀瞻發覺其中有詐時縣令已被捕，於是將其救出，並追問使者，果然查明是詐騙事件。
建興三年（315年），司馬睿進位丞相，紀瞻任丞相軍諮祭酒。紀曕又追以討平陳敏之功而封臨湘縣侯。建興四年（316年）長安失陷，晉愍帝被俘，至建武二年（318年）晉愍帝被殺的消息傳至建康，紀瞻與王導等百官共請司馬睿即位，但司馬睿仍不答應，更命殿中將軍韓績撤去御座。當時紀瞻就叱責韓績：「帝坐上應星宿，敢動者斬！」司馬睿聽後更為之改容。司馬睿於同年即位，是為晉元帝，紀瞻拜為侍中，轉尚書，期間多次上疏諫諍，對朝政多作建言，故很得司馬睿欣賞，嘉許他的忠烈。及後紀瞻長期患病，自感身體無法支持自己繼續在朝為官，於是上疏求退，元帝亦免去其官職。但不久又以紀瞻為尚書右僕射，紀瞻在屢次辭讓都不被允許下就乾脆以病重還第，但元帝仍不允。
同時，輔國將軍郗鑒據守的鄒山受到石勒、徐龕等勢力的威脅，紀瞻認為郗鑒有將相之才，擔心朝廷放棄郗鑒，令東晉喪失這名人才，於是上疏建議朝廷徵召郗鑒。朝廷亦因而在永昌元年（322年）徵召郗鑒為領軍將軍。

### 抱病統軍
晉明帝司馬紹亦十分倚重紀瞻，曾稱紀瞻為朝中僅有不足十名的社稷之臣之一。紀瞻後轉任領軍將軍，因著其嚴厲作風，故即使他患病仍能令士兵敬畏他。紀瞻雖又以長期患病向晉明帝請辭，但又不許，更獲加散騎常侍。太寧二年（324年），王敦圖謀篡位而再次進攻建康，當時晉明帝已作準備防備王敦，又慰勞紀瞻，特意賜一千匹布給紀瞻，但紀瞻都將它們分發給將士。同年王敦之亂正式平定，紀瞻又上表去職回家，雖再不被允許但仍然堅持，晉明帝於是升紀瞻為驃騎將軍，並讓他以家為驃騎將軍府。不久，紀瞻去世，享年七十二歲。朝廷以本官贈開府儀同三司，賜諡號為穆。

## 性格特徵
- 紀瞻性格安靜沉默，不好外遊而喜讀書，又通音樂。
- 紀瞻重視自己的生活待遇，於是在烏衣巷建屋，建築物都高大華麗，其中的園林陳設都足以賞樂遊玩。
- 紀瞻行為謹慎且親愛士人，此性格在年老時更加明顯。他亦有高尚品德，尚書閔鴻、太常薛兼、廣川太守褚沈、給事中章遼和歷陽太守武嘏等人雖然平時與紀瞻都沒有甚麼交往，但都因其品德而將後人託咐給他。而紀瞻亦好好照顧他們的遺屬，又為他們建屋，如同自己子女。而在與紀瞻交好的陸機被誅殺後，紀瞻亦同到的供養其家室，在陸機之女出嫁時紀瞻送出的嫁妝亦與自己親女的沒有分別。

## 子女
- 紀景，長子，早死。
- 紀鑒，歷任太子庶子、大將軍從事中郎。

## 延伸阅读
[在维基数据编辑]
 《晉書/卷068》，出自房玄齡《晉書》